# Cavognathidae
Cavognathidae es una familia de coleópteros polífagos. Contiene un solo género, Taphropiestes, con alrededor de doce especies. Se encuentran en Sudamérica, Australia y Nueva Zelanda.